# L'Ange de la destruction
Pour plus de détails, voir Fiche technique et Distribution.
L'Ange de la destruction (Eve of Destruction) est un film américain réalisé par Duncan Gibbins, sorti en 1991.

## Synopsis
Eve III est un androïde programmé par Eve Simmons, dont il a aussi le physique. Déprogrammé, Eve III devient une redoutable machine de guerre doublée d'une bombe à retardement. Jim McQuade, specialiste de la lutte anti-terroriste n'a que 48 heures pour retrouver, en compagnie d'Eve Simmons, l'androïde dévastateur.

## Fiche technique
- Titre français : L'Ange de la destruction
- Titre original : Eve of Destruction
- Réalisation : Duncan Gibbins
- Scénario : Duncan Gibbins et Yale Udoff
- Musique : Philippe Sarde
- Photographie : Alan Hume
- Montage : Caroline Biggerstaff
- Production : David Madden
- Sociétés de production : Interscope Communications et Nelson Entertainment
- Société de distribution : Orion Pictures
- Pays :  États-Unis
- Format : Couleurs - 1,85:1 - Dolby - 35 mm
- Genre : Science-fiction
- Durée : 100 minutes
- Dates de sortie : 18 janvier 1991 (États-Unis), 7 août 1991 (France)
- Budget : 13 millions de dollars

## Distribution
- Gregory Hines (VF : Richard Darbois) : Col. Jim McQuade
- Renée Soutendijk as Dr. Eve Simmons/EVE VIII
- Kurt Fuller as Bill Schneider
- Michael Greene as General Curtis
- John M. Jackson as Peter Arnold
- Kevin McCarthy as William Simmons
- David Hayward (VF : Michel Vigné) : Cal